# Popalzai

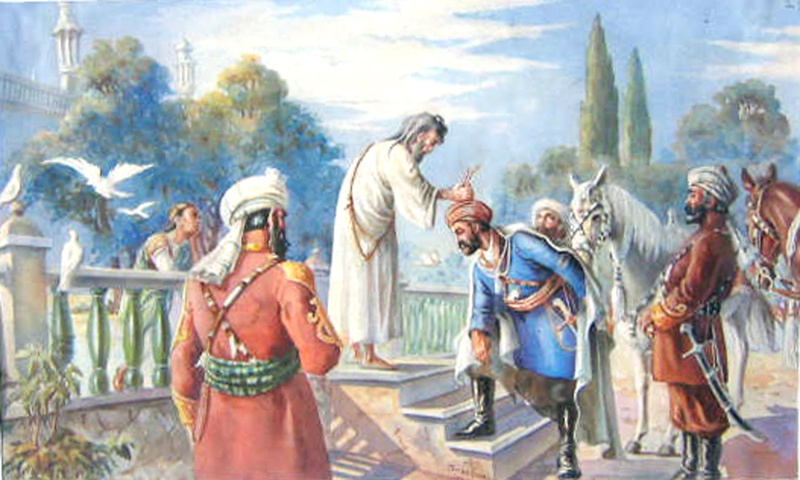

Die Popalzai, auch Popalzay oder Popal, sind ein Durrani-Paschtunenstamm.
Sie leben überwiegend in den südafghanischen Provinzen Kandahar, Helmand und Uruzgan. Man findet sie heutzutage auch in Kabul, Herat oder Quetta. Sie sind in Afghanistan einer der wichtigsten und „adligsten“ Stämme der Paschtunen. So gründete Ahmad Schah Durrani aus dem Stamm der Popalzai im Jahre 1747 das Durrani-Reich und gleichzeitig die Popalzai-Dynastie (auch: Durrani-Dynastie), die das Reich über mehrere Generationen bis 1843 regierte. Viele Afghanen erblicken in diesem Imperium, das sich von Chorasan bis nach Kaschmir und Punjab erstreckte, die Grundsteinlegung für das moderne Afghanistan. Danach wurde das Land vom Muhammadzai Stamm der Barakzai geführt, welche mit dem Popalzai Stamm verwandt sind.

## Bekannte Popalzai
- Ahmad Shah Durrani, Begründer der Durrani-Dynastie
- Hamid Karzai, 2001–2004 Interimspräsident, 2004–2014 Präsident Afghanistans
- Abdul Ghani Baradar, Mitbegründer und Führer der Taliban
- Ahmad Wali Karzai
- Dschan Mohammed Chan
- Omid Popalzay